# Barbara di Brandeburgo (1527-1595)
Barbara di Brandeburgo o Barbara Hohenzollern (10 agosto 1527 – Brzeg, 2 gennaio 1595) fu una principessa di Brandeburgo della dinastia degli Hohenzollern e duchessa di Brzeg.

## Biografia
Era la seconda figlia di Gioacchino II di Brandeburgo e della prima moglie Maddalena di Sassonia, figlia di Giorgio di Sassonia.
Nel 1537 Barbara venne promessa in moglie a Giorgio, secondo figlio del duca Federico II di Legnica. Gli accordi matrimoniali erano parte di una alleanza tra Gioacchino II e Federico II.
Il matrimonio venne celebrato otto anni dopo il 15 febbraio 1545 a Berlino. Nella stessa cerimonia vennero celebrate anche le nozze tra Giovanni Giorgio, fratello di Barbara, e Sofia, figlia di Federico II.
Come dote Barbara ricevette 20,000 fiorini, che furono forniti dai cittadini di Brzeg.
Due anni dopo il duca Federico II morì e suo marito Giorgio II ereditò il ducato di Brzeg, che includeva le città di Oława, Strzelin, Niemcza, Kluczbork, Byczyna, Wołów e Ścinawa.
Barbara diede alla luce sette figli:
- Barbara (1548-1565)
- Gioacchino Federico (1550-1602), duca di Brieg, Liegnitz e Ohlau;
- Giovanni Giorgio (1552-1592), duca di Ohlau e Wohlau;
- Sofia (1556-1594);
- Maddalena (1560-1562);
- una figlia (1561) nata e morta lo stesso giorno;
- Elisabetta Maddalena (1562-1630) che sposò il duca Carlo II di Münsterberg-Oels (1545-1617).

Il duca Giorgio II morì il 7 maggio 1586 dopo 41 anni di matrimonio. Nel suo testamento il duca lasciò in testamento alla moglie il ducato di Brzeg con pieni poteri di sovranità con durata perpetua. I ducati di Oława e Wołów vennero ereditati da Gioacchino Federico e Giovanni Giorgio.
Dopo la morte di Barbara, Brzeg venne ereditata dall'unico figlio sopravvissutole, Gioacchino Federico.

## Ascendenza
|                              |                         |                         | Genitori                  |  |  | Nonni |  |  | Bisnonni                  |  |  | Trisnonni                  |  |
|                              |                         |                         |                           |  |  |       |  |  | Giovanni I di Brandeburgo |  |  | Alberto III di Brandeburgo |  |
|                              |                         |                         |                           |  |  |       |  |  | Giovanni I di Brandeburgo |  |  | Alberto III di Brandeburgo |  |
|                              |                         | Margherita di Baden     |                           |  |  |       |  |  | Giovanni I di Brandeburgo |  |  |                            |  |
| Gioacchino I di Brandeburgo  |                         |                         |                           |  |  |       |  |  | Giovanni I di Brandeburgo |  |  |                            |  |
|                              |                         | Margherita di Sassonia  | Guglielmo III di Sassonia |  |  |       |  |  |                           |  |  |                            |  |
|                              |                         | Margherita di Sassonia  | Guglielmo III di Sassonia |  |  |       |  |  |                           |  |  |                            |  |
|                              |                         | Margherita di Sassonia  | Anna d'Asburgo            |  |  |       |  |  |                           |  |  |                            |  |
| Gioacchino II di Brandeburgo |                         | Margherita di Sassonia  |                           |  |  |       |  |  |                           |  |  |                            |  |
|                              |                         | Giovanni di Danimarca   | Cristiano I di Danimarca  |  |  |       |  |  |                           |  |  |                            |  |
|                              |                         | Giovanni di Danimarca   | Cristiano I di Danimarca  |  |  |       |  |  |                           |  |  |                            |  |
|                              |                         | Giovanni di Danimarca   | Dorotea di Brandeburgo    |  |  |       |  |  |                           |  |  |                            |  |
| Elisabetta di Danimarca      |                         | Giovanni di Danimarca   |                           |  |  |       |  |  |                           |  |  |                            |  |
|                              |                         | Cristina di Sassonia    | Ernesto di Sassonia       |  |  |       |  |  |                           |  |  |                            |  |
|                              |                         | Cristina di Sassonia    | Ernesto di Sassonia       |  |  |       |  |  |                           |  |  |                            |  |
|                              |                         | Cristina di Sassonia    | Elisabetta di Baviera     |  |  |       |  |  |                           |  |  |                            |  |
| Barbara di Brandeburgo       |                         | Cristina di Sassonia    |                           |  |  |       |  |  |                           |  |  |                            |  |
|                              | Alberto III di Sassonia | Federico II di Sassonia |                           |  |  |       |  |  |                           |  |  |                            |  |
|                              | Alberto III di Sassonia | Federico II di Sassonia |                           |  |  |       |  |  |                           |  |  |                            |  |
|                              | Alberto III di Sassonia | Margherita d'Austria    |                           |  |  |       |  |  |                           |  |  |                            |  |
| Giorgio di Sassonia          | Alberto III di Sassonia |                         |                           |  |  |       |  |  |                           |  |  |                            |  |
|                              |                         | Sidonia di Boemia       | Giorgio di Boemia         |  |  |       |  |  |                           |  |  |                            |  |
|                              |                         | Sidonia di Boemia       | Giorgio di Boemia         |  |  |       |  |  |                           |  |  |                            |  |
|                              |                         | Sidonia di Boemia       | Cunegonda di Sternberg    |  |  |       |  |  |                           |  |  |                            |  |
| Maddalena di Sassonia        |                         | Sidonia di Boemia       |                           |  |  |       |  |  |                           |  |  |                            |  |
|                              |                         | Casimiro IV di Polonia  | Ladislao II Jagellone     |  |  |       |  |  |                           |  |  |                            |  |
|                              |                         | Casimiro IV di Polonia  | Ladislao II Jagellone     |  |  |       |  |  |                           |  |  |                            |  |
|                              |                         | Casimiro IV di Polonia  | Sofia Alšėniškė           |  |  |       |  |  |                           |  |  |                            |  |
| Barbara Jagellona            |                         | Casimiro IV di Polonia  |                           |  |  |       |  |  |                           |  |  |                            |  |
|                              |                         | Elisabetta d'Asburgo    | Alberto II d'Asburgo      |  |  |       |  |  |                           |  |  |                            |  |
|                              |                         | Elisabetta d'Asburgo    | Alberto II d'Asburgo      |  |  |       |  |  |                           |  |  |                            |  |
|                              |                         | Elisabetta d'Asburgo    | Elisabetta di Lussemburgo |  |  |       |  |  |                           |  |  |                            |  |
|                              |                         | Elisabetta d'Asburgo    |                           |  |  |       |  |  |                           |  |  |                            |  |